# Оддер (муніципалітет)
Оддер (дан. Odder) — муніципалітет у регіоні Центральна Ютландія королівства Данія. Площа — 223.6 квадратних кілометрів. Адміністративний центр муніципалітету — місто Оддер.

## Населення
У 2012 році населення муніципалітету становило 21 749 осіб.